# Jagol Dolenci
Jagol Dolenci (macedónul: Јагол Доленци, albánul Dollenca) település Észak-Macedóniában, a Délnyugati körzet Kicsevói járásában, 2013-ig az Oszlomeji járás része volt, ami teljes egészében beolvadt a Kicsevói járásba.

## Népesség
| Lakosok száma | 155  | 162  | 143  | 84   | 31   | 25   | 17   | 13   | 2    |
|               | 1948 | 1953 | 1961 | 1971 | 1981 | 1991 | 1994 | 2002 | 2021 |

2002-ben 13 lakosa volt, akik mindannyian macedónok.